# Klee (banda)

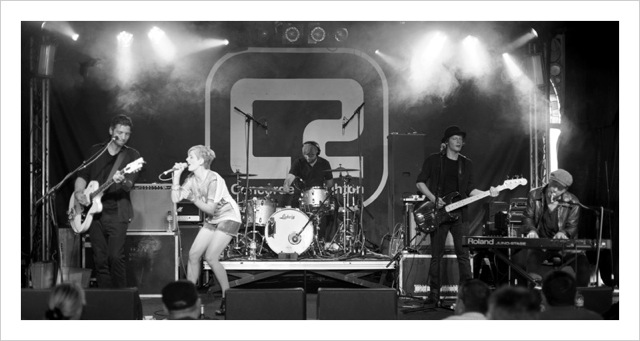
Klee en el festival At the Edge of the Sea 2010 (Brighton)

Klee (literalmente, trébol, y nombre elegido en honor al pintor Paul Klee) es una banda alemana de música, procedente de la ciudad de Colonia.

## Componentes
- Suzie Kerstgens (voz)
- Sten Servaes (piano, teclados, voz)
- Andreas "Pese" Puscher (guitarra, bajo)
- Pele Götzer (bajo)
- Daniel Klingen (batería)

## Historia
En los años 1990 Tom Deininger, Tom Deininger y Suzie Kerstgens formaron una banda, a la que llamaron Ralley, pero un accidente en 2002 les obligó a una parada en sus actividades musicales, juntándose más tarde de nuevo como Klee. El nombre, según Suzie Kerstgens, fue inspirado por el trabajo del pintor Paul Klee, y también se refiere al trébol de cuatro hojas como símbolo de buena suerte.
En 2002 se publicó la canción Erinner Dich, procedente del primer álbum de Klee, Unverwundbar.
En octubre de 2004 apareció el segundo álbum, Jelängerjelieber. El primer sencillo publicado de este álbum (2 Fragen, que significa "Dos preguntas") llevó al grupo a ser noticia en radio y televisión. En noviembre de 2004, Sarah Kuttner (de la MTV) llevó otra canción de Klee, Gold, a una mayor audiencia. En febrero de 2005 aparecieron en el Bundesvision Song Contest tocando Gold, alcanzando el décimo puesto y haciendo de la canción el mayor éxito de Klee.
Jelängerjelieber salió en 2006 en Estados Unidos, bajo el título de Honeysuckle. Se publicaron tres sencillos en inglés a partir de este álbum: "Für alle, die" ("This is for Everyone"), "Tausendfach" ("A thousand ways") y Gold. El tercer álbum de Klee, Zwischen Himmel und Erde, salió el 4 de agosto de 2006.
El 11 de julio de 2008 la banda publicó Zwei Herzen ("Dos corazones").

## Discografía

### Álbumes
- 2002: Unverwundbar (Invulnerable)
- 2004: Jelängerjelieber (Mientras más largo mejor)
- 2005: Jelängerjelieber (edición en directo, 2 CD)
- 2006: Honeysuckle (versión estadounidense de Jelängerjelieber)
- 2006: Zwischen Himmel und Erde (Entre el cielo y la tierra)
- 2006: Zwischen Himmel und Erde (edición de lujo limitada, con concierto en DVD)
- 2008: Berge Versetzen (Mover montañas)

### Singles
- 2002: Erinner dich (Recuerda)
- 2003: Lichtstrahl (Rayo de luz)
- 2003: Nicht immer aber jetzt (No siempre, pero ahora si)
- 2004: 2 Fragen (2 preguntas)
- 2005: Gold (Oro)
- 2005: Tausendfach (Mil caras)
- 2005: Für alle, die (Para todos los que...)
- 2006: Die Stadt (La ciudad)
- 2006: Liebe mich Leben (Ámame, vida)
- 2007: Dieser Fehler (Este error)
- 2008: Zwei Herzen (Dos corazones)

## Galería

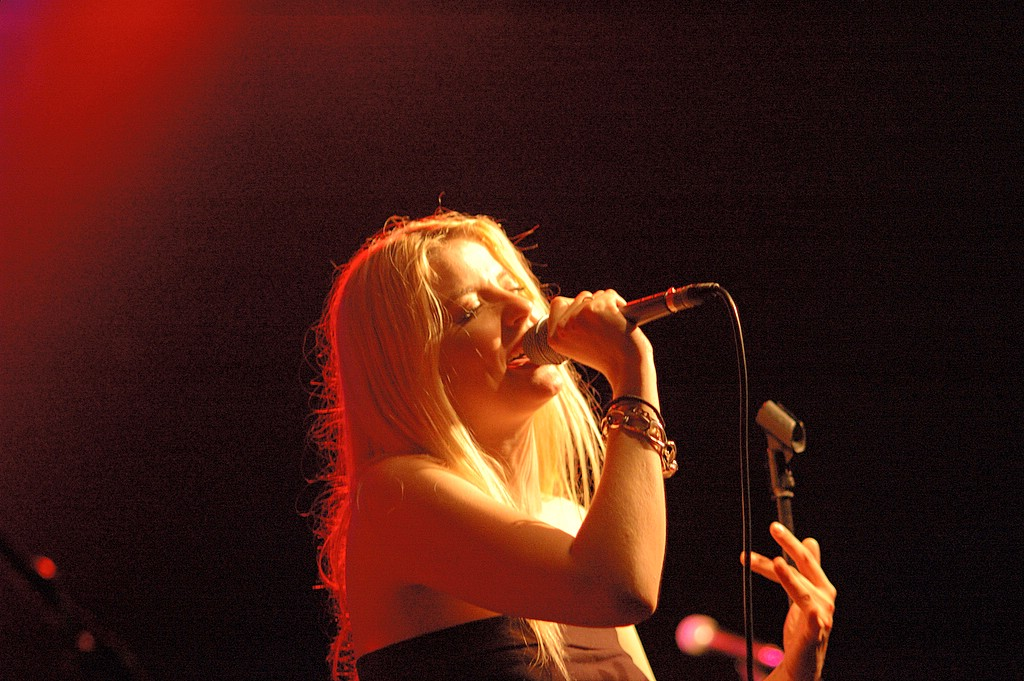
Suzie Kerstgens
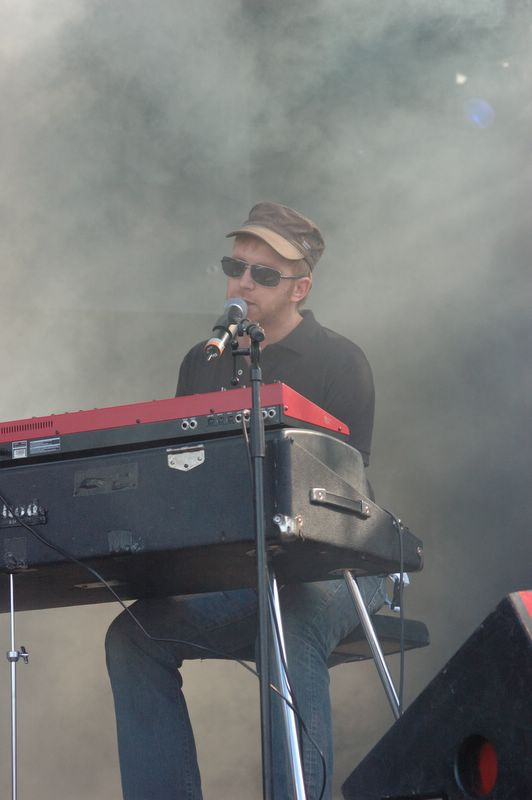
Sten Servaes
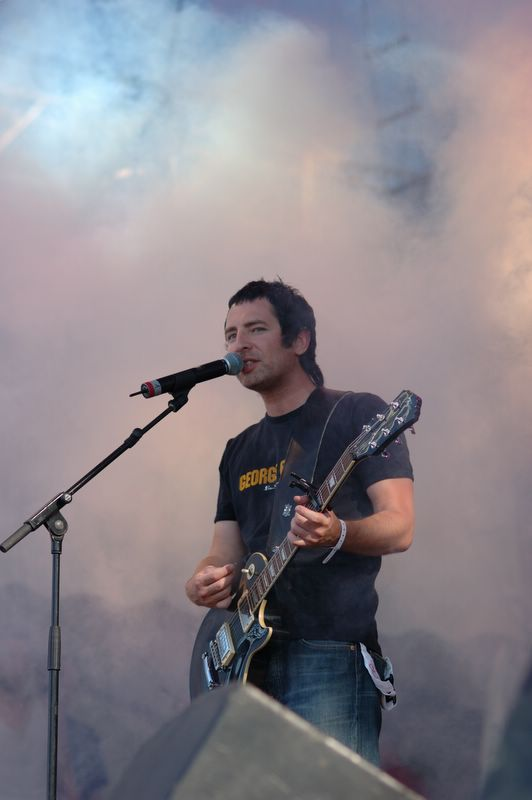
Tom Deininger
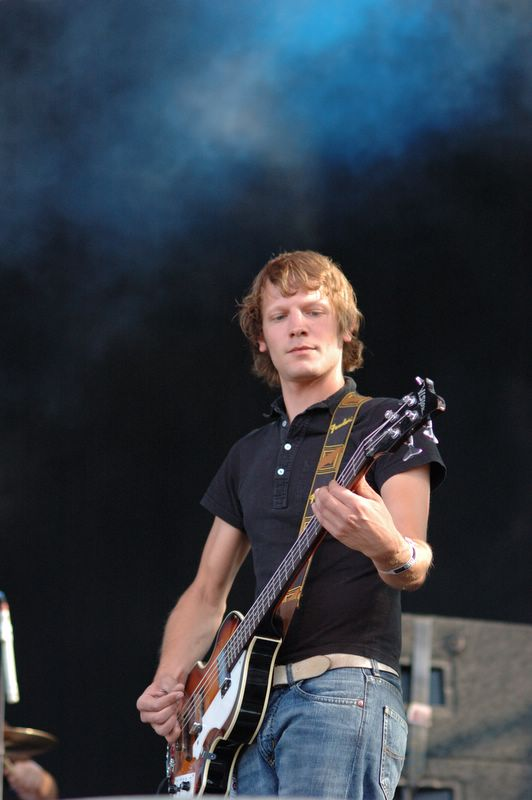
Stefan "Pele" Götzer
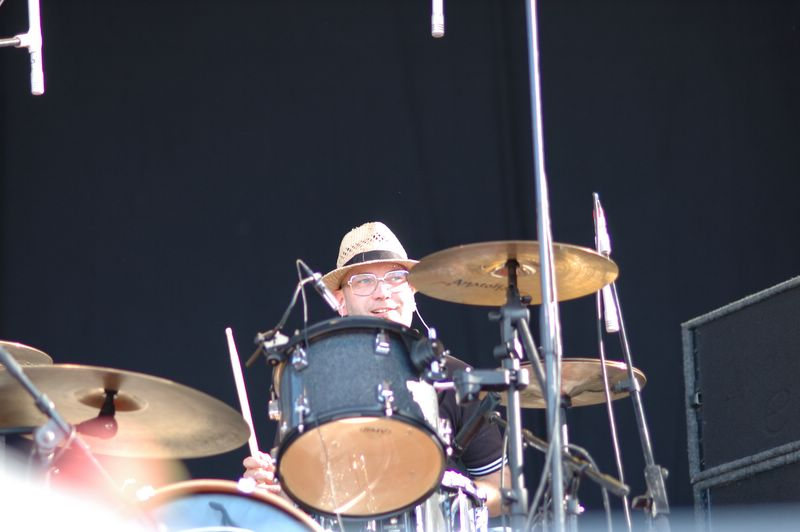
Daniel Klingen
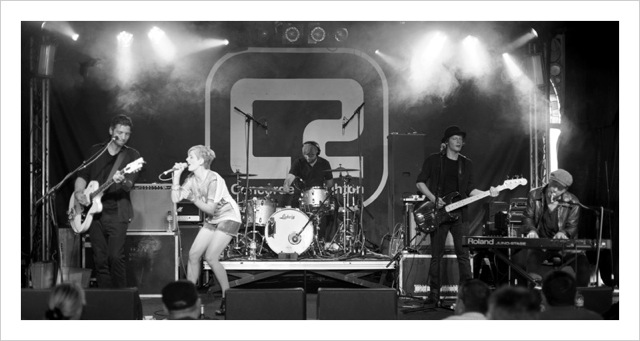
Klee banda 2010